# Nové Sady (Slovaquie)
Pour les articles homonymes, voir Nové Sady.
Nové Sady est un village de Slovaquie situé dans la région de Nitra.

## Histoire
Première mention écrite du village en 1156.

## Démographie

### Évolution de la population
| Année:               | 1994. | 2004.    | 2014.   | 2024.   |
| -------------------- | ----- | -------- | ------- | ------- |
| Nombre de personnes: | 1992  | 1273     | 1294    | 1312    |
| Différence:          |       | -36,09 % | +1,64 % | +1,39 % |

| Année:               | 2023. | 2024.   |
| -------------------- | ----- | ------- |
| Nombre de personnes: | 1317  | 1312    |
| Différence:          |       | -0,37 % |